# Татаниси
Татаниси (груз. ტატანისი) — село в Грузии, на территории Ахалцихского муниципалитета края (мхаре) Самцхе-Джавахети.

## География
Село находится в южной части Грузии, на левом берегу реки Чвинта-Геле (левый приток Куры), на расстоянии приблизительно 6 километров (по прямой) к северу от города Ахалцихе, административного центра муниципалитета. Абсолютная высота — 1259 метров над уровнем моря.

## Население
По результатам официальной переписи населения 2014 года, в Татаниси проживало 93 человека (44 мужчины и 49 женщин). В национальной структуре населения грузины составляли 95,7 %, армяне — 3,2 %, русские — 1,1 %.
| Год  | Население, человек |
| ---- | ------------------ |
| 2002 | 159                |
| 2014 | ↘ 93               |